# Jan Vokál
Jan Vokál (Hlinsko, Tchecoslováquia, 25 de setembro de 1958) é um teólogo católico romano tcheco e 25º bispo de Hradec Králové (Königgrätz).
Jan Vokál adquiriu inicialmente um diploma de especialista em engenharia elétrica na Střední průmyslová škola elektrotechnická em Pardubice e formou-se em 1983 na Universidade Técnica de Praga (ČVUT) em cibernética técnica.
Vokál emigrou da então comunista Tchecoslováquia para o Vaticano em 1983 e ingressou no Pontifício Collegium Nepomucenum, o seminário tcheco em Roma, e estudou teologia e filosofia na Pontifícia Universidade Gregoriana. Foi ordenado diácono em 5 de julho de 1988 em Ellwangen por Jaroslav Škarvada, bispo auxiliar da Arquidiocese de Praga. Após seu diaconado na paróquia de São Domingos em Northfield e estudos na Universidade de São Tomás em Minnesota, foi ordenado sacerdote pelo Papa João Paulo II em 28 de maio de 1989 na Basílica de São Pedro. Ele serviu como vigário paroquial em Normal, Illinois, de 1989 a 1990.
A partir de 1991, Vokál trabalhou na Seção de Assuntos Gerais (Primeira Seção) da Secretaria de Estado da Santa Sé. Ele também foi secretário pessoal do Cardeal Corrado Bafile de 1991 até sua morte em 2005. Em 2005 completou seus estudos em direito canônico e recebeu seu doutorado em direito canônico pela Pontifícia Universidade Lateranense em 2008 e em direito constitucional pela Universidade Charles de Praga em 2009.
Jan Vokál foi nomeado capelão de Sua Santidade em 1997 e prelado papal honorário em 2007. Além do trabalho na Secretaria de Estado, desde 2005 é coadjutor do Capítulo Canônico de Santa Maria Maggiore, uma das quatro basílicas patriarcais de Roma, onde também exerce o seu ministério sacerdotal. Desde 2005 é cônego do capítulo da Catedral do Espírito Santo em Hradec Králové.
Em 3 de março de 2011 foi nomeado pelo Papa Bento XVI 25º bispo da diocese de Hradec Králové. Foi ordenado bispo em São Pedro, em Roma, em 7 de maio de 2011, pelo Cardeal Secretário de Estado Tarcisio Bertone, os co-consagradores foram o Arcebispo de Praga, Dominik Duka e Erwin Josef Ender, Núncio Apostólico na República Tcheca. A cerimônia de inauguração ocorreu no dia 14 de maio de 2011 na Catedral do Espírito Santo em Hradec Králové.
Além de seu tcheco natal, Jan Vokál também fala inglês e italiano; ele entende alemão, polonês e russo.